# Probopyrus ringuelti
Probopyrus ringuelti là một loài chân đều trong họ Bopyridae. Loài này được Verdi & Schuldt miêu tả khoa học năm 1988.